# Nylon 66
Nylon 66 (také psáno jako nylon 6-6, nylon 6/6, nylon 6,6 nebo nylon 6:6) je polyamid, spolu s nylonem 6 jeden ze dvou nejpoužívanějších polyamidů. Název vychází ze skutečnosti, že se vyrábí ze dvou monomerů (kyseliny adipové a hexamethylendiaminu), které obsahují 6 atomů uhlíku.

## Příprava a výroba
Nylon 66 se vyrábí polykondenzací hexamethylendiaminu a kyseliny adipové. Při původním postupu se ve vodném prostředí smíchají ekvivalentní množství hexamethylendiaminu a kyseliny adipové. Vzniklý amonný karboxylát se izoluje a následně zahřívá, což vede k polykondenzaci.
{\displaystyle {\ce {n(HOOC - (CH2)4 - COOH) + n(H2N - (CH2)6 - NH2) -> [-OC - (CH2)4 - CO - NH - (CH2)6 - NH - ]_n + (2n - 1)H2O}}}
Z reakčního prostředí se odstraňuje vznikající voda, čímž se rovnováha posouvá směrem k polymerizaci tvorbou amidových vazeb.
Další možností je polymerizace v koncentrovaném vodném roztoku vytvořeném smícháním samotného hexamethylendiaminu s kyselinou adipovou.
Vytvořený produkt lze granulovat nebo přeměnit na vlákna.

## Použití
V roce 2011 byly vyrobeny 2 miliony tun nylonu 66, z toho o trochu více než polovina v podobě vláken; zbytek jako průmyslové pryskyřice. V roce 2010 se do podoby vláken převedlo 55 % vyrobeného množství.
Nylon 66 má využití v oblastech, kde je potřebná vysoká mechanická odolnost, pevnost a tepelná a/nebo chemická stálost. V podobě vláken se používá na textilie a koberce. Z nylonu 66 se vstřikováním dají snadno vytvářet trojrozměrné předměty. Využití má také v automobilovém průmyslu.
Nylon 66 je i často používaným materiálem na výrobu kytarových strun.
Nylon 66, zvlášť po vyztužení sklolaminátem, lze použít jako účinný zpomalovač hoření neobsahující halogeny. Používají se přitom systémy založené na sloučeninách fosforu, jako je diethylfosfinát hlinitý.